# Volkstagswahl in Danzig 1927
- KPD: 8
- SPD: 42
- Polen: 3
- FP: 1
- DHBP: 1
- Sonst.: 5
- Dt.Lib.: 4
- Z: 18
- Nat.Lib.: 5
- Wirtschaftsliste: 1
- DVP: 5
- DNVP: 25
- DSP: 1
- NSDAP–VRP: 1

Die Wahl zum 3. Volkstag in der Freien Stadt Danzig am 13. November 1927 bestätigte bei Gewinnen der Sozialdemokraten den bisherigen Senat.

## Ausgangssituation
Der am 6. Dezember 1920 gewählte erste Senat der Freien Stadt Danzig war der Senat einer bürgerlichen Koalition aus DNVP, Zentrum, DDP und der ebenfalls liberalen Freien Wirtschaftlichen Vereinigung unter dem parteilosen Heinrich Sahm. Bei der Wahl zum 2. Volkstag am 18. November 1923 wurde die Koalition bestätigt und der Senat Sahm I bestätigt.
Die Ablehnung des Staatshaushaltes 1925 durch den Vizepräsidenten Ernst Ziehm führte zu einer Regierungskrise. Als neuer Senat Sahm II wurde am 19. August 1925 ein Minderheitssenat aus SPD, Zentrum und der Deutsch-Liberalen Partei (diese hatte sich 1925 aus der "Freien Vereinigung der Beamten, Angestellten und Arbeiter" und der "Deutschen Partei für Fortschritt und Wirtschaft (seit 1920 der Name der Freien Wirtschaftlichen Vereinigung) gebildet). Diese Regierung wurde durch die Polen und den fraktionslos gewordenen Abgeordneten Wilhelm Rahn toleriert.
Die Politik in Wahlperiode war zuletzt durch die Wirtschaftskrise und die Konflikte mit Polen bestimmt gewesen. Dem Senat war er gelungen, beim Völkerbund eine Zustimmung zur Völkerbundanleihe zu erreichen und damit den Staatsbankrott abgewehrt und die Stabilität der Danziger Guldens gesichert. Im Mai 1927 fanden die Kreistagswahlen statt, die zu starken Gewinnen der SPD und Verlusten der DNVP führten.
Im August 1927 verließen die Liberalen aus wahltaktischen Gründen die Regierung und spalteten sich. Neu gegründet wurde die „Nationalliberale Partei der Freien Stadt Danzig“. Fast 20 Parteien traten zur Volkstagswahl an. Die bürgerlichen Parteien konnten jedoch durch Listenverbindungen die Parteienzersplitterung ein wenig begrenzen.
Der Hauptstreitpunkt im Wahlkampf war die Verständigungspolitik mit Polen. Die Parteien erhielten im Wahlkampf Unterstützung durch bekannte Redner aus dem Reich. So traten Eduard Stadtler und Hans Luther für die Nationalliberalen, Ernst Thälmann für die KPD und Carl Severing für die SPD auf.

## Die Wahl
| 13. November 1927, Wahl zum 3. Volkstag                                                                                            | Stimmen   | Stimmen | Sitze  | Sitze |
| 13. November 1927, Wahl zum 3. Volkstag                                                                                            | überhaupt | v.H.    | überh. | v.H.  |
| Wahlberechtigte | 214.641   | 55,90   |        |       |
| Wähler | 183.363   |         |        |       |
| Wahlbeteiligung |           | 85,43   |        |       |
| ungültige Stimmen | 527       | 0,29    |        |       |
| gültige Stimmen | 182.836   | 99,71   | 120    |       |
| davon: |           |         |        |       |
| Sozialdemokratische Partei | 61.779    | 33,79   | 42     | 35,00 |
| Deutschnationale Volkspartei | 35.826    | 19,59   | 25     | 20,83 |
| Zentrumspartei | 26.096    | 14,27   | 18     | 15,00 |
| Kommunistische Partei | 11.700    | 6,40    | 8      | 6,67  |
| Nationalliberale Bürgerpartei | 8.331     | 4,56    | 5      | 4,17  |
| Deutsch-Danziger Volkspartei | 8.010     | 4,38    | 5      | 4,17  |
| Deutschliberale Partei | 6.204     | 3,39    | 4      | 3,33  |
| Polnische Partei | 5.764     | 3,15    | 3      | 2,50  |
| Bürgerliche Arbeitsgemeinschaft | 4.227     | 2,31    | 3      | 2,50  |
| Mieter- und Gläubigerpartei | 3.577     | 1,96    | 2      | 1,67  |
| Wirtschaftsliste | 2.225     | 1,22    | 1      | 0,83  |
| Deutschsoziale Partei | 2.130     | 1,16    | 1      | 0,83  |
| Fischerpartei | 1.858     | 1,02    | 1      | 0,83  |
| Vereinigte Listen der Nationalsozialistischen Deutschen Arbeiterpartei (Hitler) und der Reichspartei für Volksrecht und Aufwertung | 1.483     | 0,81    | 1      | 0,83  |
| Danziger Hausbesitzerpartei | 1.392     | 0,76    | 1      | 0,83  |
| Deutsche Mittelstands- und Arbeiterpartei                                                                                          | 1.005     | 0,55    | -      | -     |
| Danziger Wirtschaftsblock | 583       | 0,32    | -      | -     |
| Allgemeine Rentnerpartei | 578       | 0,32    | -      | -     |
| Arbeitnehmergruppe | 68        | 0,04    | -      | -     |

## Nachwahlentwicklung
Bei der Volkstagswahl hatten sich Verschiebungen hin zur SPD ergeben. Das Zentrum hatte trotz der Affäre um die Hansa-Bank die Ergebnisse halten können. Damit hatten die Parteien der bisherigen Minderheitsregierung nun eine Mehrheit. Unbeschadet einiger personeller Änderungen stellten daher weiter SPD, Zentrum und Liberale den Senat.
Über die Frage der Wohnraumbewirtschaftung und der Finanzierungsgesetze zerbrach die Koalition 1930.